# Срби у Коморану (књига)
Срби у Коморану је књига српског историчара Љубивоја Церовића у којој је приказана историја Срба шајкаша и њихових потомака на простору данашње јужне Словачке.